# یواس‌اس هایواتا (آی‌دی-۲۸۹۲)
یواس‌اس هایواتا (آی‌دی-۲۸۹۲) (به انگلیسی: USS Hiawatha (ID-2892)) یک کشتی بود که طول آن ۶۵ فوت ۵ اینچ (۱۹٫۹۴ متر) بود. این کشتی در سال ۱۹۰۳ ساخته شد.